# Michael Bartels (Rennfahrer)
Michael Bartels (* 8. März 1968 in Plettenberg im Sauerland) ist ein ehemaliger deutscher Automobilrennfahrer und Teamchef. Sein Vater war der als „Bergkönig“ bekannte deutsche Bergrennfahrer Willi Bartels.

## Biografie

### Motorsport-Anfänge
Bartels begann seine Karriere Anfang der 1980er-Jahre im Kartsport. So gewann er 1985 in Teningen die Pop 100 Senioren-Meisterschaft. Er galt Ende der achtziger Jahre neben Michael Schumacher als eine der großen Hoffnungen des deutschen Motorsports, sein damaliger Manager war Keke Rosberg.
Nach zwei erfolgreichen Jahren in der Formel Ford ging Bartels 1988 einen Schritt höher in die Formel 3. Hier war er ebenfalls zwei Jahre unterwegs und erreichte die Plätze vier bzw. fünf in der Meisterschaftsendabrechnung. Von 1990 bis 1993 fuhr Bartels in der Internationalen Formel-3000-Meisterschaft. 1990 ging er parallel in der Sportwagen-Weltmeisterschaft an den Start, 1991 versuchte er als Teamkollege von Mika Häkkinen zudem viermal erfolglos, einen Lotus-Judd für einen Formel-1-Grand-Prix zu qualifizieren.

### Tourenwagensport
Danach wechselte Bartels von den Formel-Fahrzeugen und in die Tourenwagen-Szene. Hier gewann er 1994 auf einem Alfa Romeo 155 V6 TI des Schübel-Teams die Privatfahrerwertung der Deutschen Tourenwagen-Meisterschaft. Auch in den folgenden Jahren blieb Bartels mit seinem Arbeitgeber Alfa Romeo der DTM treu, bis sich diese nach dem Rückzug Alfas Ende 1996 auflöste.
Wie für viele war auch für Bartels der Super-Tourenwagen-Cup der Nachfolger und so fuhr er 1997 mit Opel, 1998 mit Peugeot und 1999 mit Audi im STW. In letzterer Saison konnte er außerdem den berühmten Grand Prix von Macau gewinnen.
Als die neue DTM, die Deutsche Tourenwagen-Masters im Jahr 2000 startete, war der mittlerweile erfahrene Tourenwagen-Pilot Michael Bartels erneut dabei. Er wechselte zurück zu Opel und fuhr drei weitere Jahre in der populären deutschen Tourenwagenmeisterschaft. Zudem gewann er sowohl 2000 mit einem Porsche 996 GT3 als auch 2001 auf der Chrysler Viper GTS-R das 24-Stunden-Rennen auf dem Nürburgring.
2001 und 2003 fuhr Bartels in der V8-Star-Rennserie. In seiner ersten Saison wurde er auf Anhieb Gesamt-Zweiter, während er 2003 den dritten Gesamtrang erzielte.

### GT-Sport
2004 wechselte Bartels in den GT-Sport. Zusammen mit Uwe Alzen fuhr er in der FIA-GT-Meisterschaft auf einem Saleen S7R für das Vitaphone Racing Team, das damals unter besonderer Unterstützung von Franz Konrads Team Konrad Motorsport stand. Bartels und Alzen gewannen zusammen drei Rennen, trennten sich jedoch nach der Saison.
Bartels und sein Vitaphone Racing Team wechselten das Fahrzeug und traten 2005 mit zwei Maserati MC12 an. Bartels und sein neuer Teamkollege Timo Scheider gewannen zwei Rennen, darunter auch das 24-Stunden-Rennen von Spa-Francorchamps, wo sie von Eric van de Poele unterstützt wurden. Am Ende der Saison entglitt den beiden Deutschen der Fahrertitel um einen Punkt, den Teamtitel konnte Vitaphone Racing allerdings gewinnen.
Nachdem es Scheider zurück in die DTM zog, wurde der Pirelli-Test- und Entwicklungsfahrer Andrea Bertolini neuer Kollege von Bartels für das Jahr 2006. Das Duo gewann drei Rennen, erneut auch den Klassiker in Spa. In dieser Saison reichte es für Bartels auch zum Titel in der Fahrerwertung, zusammen mit Bertolini stand er am Ende des Jahres ganz oben in der Tabelle.
Das Vitaphone Racing Team wechselte für das Jahr 2007 auf Michelin-Reifen, weshalb der Pirelli-Fahrer Bertolini das Team verlassen musste. Neuer Partner von Bartels wurde diesmal der Italiener Thomas Biagi. Nachdem sich Bartels zu Beginn der Saison einer Operation unterziehen musste, trat Biagi in den ersten beiden Rennen mit anderen Partnern an und hatte somit am Saisonende mehr Punkte auf dem Konto und holte sich alleine den Fahrertitel. Doch Bartels erzielte nach seiner Rückkehr noch einen Saisonsieg im heimischen Oschersleben mit Biagi.

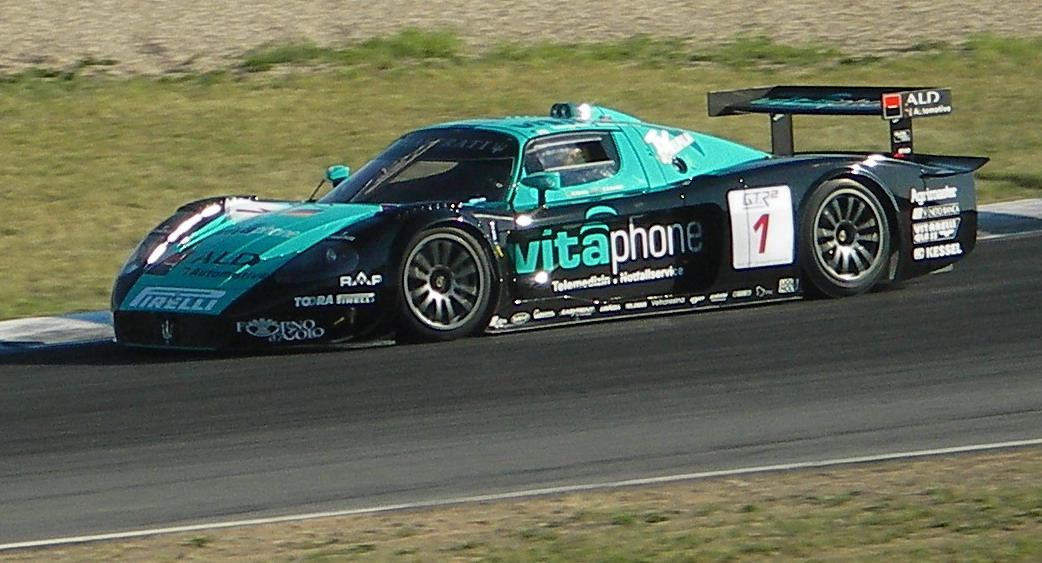
Michael Bartels – Maserati MC12 GT1 Vitaphone Racing Team

Auch 2008 war wieder ein anderer Fahrer an der Seite von Michael Bartels. Andrea Bertolini kam zurück zu Vitaphone Racing, Pirelli hatte sich mittlerweile aus der FIA GT zurückgezogen und Bertolini war somit frei von Verträgen. Bartels/Bertolini schlossen an ihre erfolgreiche 2006er Saison nahtlos an und gewannen zwei Rennen sowie den Titel der FIA-GT-Meisterschaft. Auch das Rennen in Spa-Francorchamps war erneut unter den Siegen dabei.

## Privat
In der Öffentlichkeit bekannt wurde Bartels 1992 als der Lebensgefährte von Steffi Graf. Er war bis 1999 mit ihr liiert. Michael Bartels lebt derzeit mit seiner Freundin in Monte Carlo. Er engagiert sich für die Nachwuchsförderung im Rennsport.

## Statistik

### Erfolge
- 1985 Deutscher Kartmeister
- 1986 Sieger Deutsche Formel Ford 1600 Meisterschaft
- 1999 Sieger Macau Tourenwagen Grand Prix
- 2000 und 2001 Sieger des 24-Stunden-Rennens auf dem Nürburgring
- 2005, 2006 und 2008 Sieger des 24-Stunden-Rennens von Spa-Francorchamps
- 2006, 2008 und 2009 GT1-Meister der FIA-GT-Meisterschaft
- 2010 Meister der FIA-GT1-Weltmeisterschaft

### Einzelergebnisse in der Sportwagen-Weltmeisterschaft
| Saison | Team         | Rennwagen   | 1   | 2   | 3   | 4   | 5   | 6   | 7   | 8   | 9   |
| ------ | ------------ | ----------- | --- | --- | --- | --- | --- | --- | --- | --- | --- |
| 1990   | Joest Racing | Porsche 962 | SUZ | MON | SIL | SPA | DIJ | NÜR | DON | MOT | MEX |
| 1990   | Joest Racing | Porsche 962 |     |     |     | 10  |     |     |     |     |     |